# Sochy svatého Jana Nepomuckého a svaté Zdislavy v Jablonném v Podještědí
Sochy svatého Jana Nepomuckého a svaté Zdislavy je soubor dvou památkově chráněných soch v Jablonném v Podještědí, městě na severu České republiky, v Libereckém kraji, ležící na západ od krajského města Liberce.

## Poloha a historie
Obě sochy jsou zhotoveny z pískovce. Roku 1709 je nechali vytvořit tehdejší majitelé zdejšího panství, šlechtický rod Berků z Dubé. Nejprve byly instalovány na břeh Mlýnského rybníka, kde stály v prostoru mezi vodní plochou a silniční komunikací vedoucí z centra města k zámku Nový Falkenburk. Od 20. ledna 1965, kdy nabylo právní moci příslušné rozhodnutí, jsou chráněny coby kulturní památka. Postupně však především nákladní doprava po komunikaci sílila, a proto byly sochy provizorně umístěny ke zdejší bazilice svatého Vavřince a svaté Zdislavy. Poté se sochy stěhovaly na zámek Nový Falkenburk, kde byly z rozhodnutí ze dne 18. prosince 1987 osazeny u jeho ohradní zdi. Zvolenou lokalitu však podmáčela spodní voda a tak se sochy stěhovaly dále, a sice z rozhodnutí Ministerstva kultury České republiky ze dne 7. září 1994 zpět na Dominikánské náměstí, kde při jeho jihozápadní straně stojí za sebou před severozápadním průčelím baziliky svatého Vavřince a svaté Zdislavy.

## Popis

### Socha svatého Jana Nepomuckého

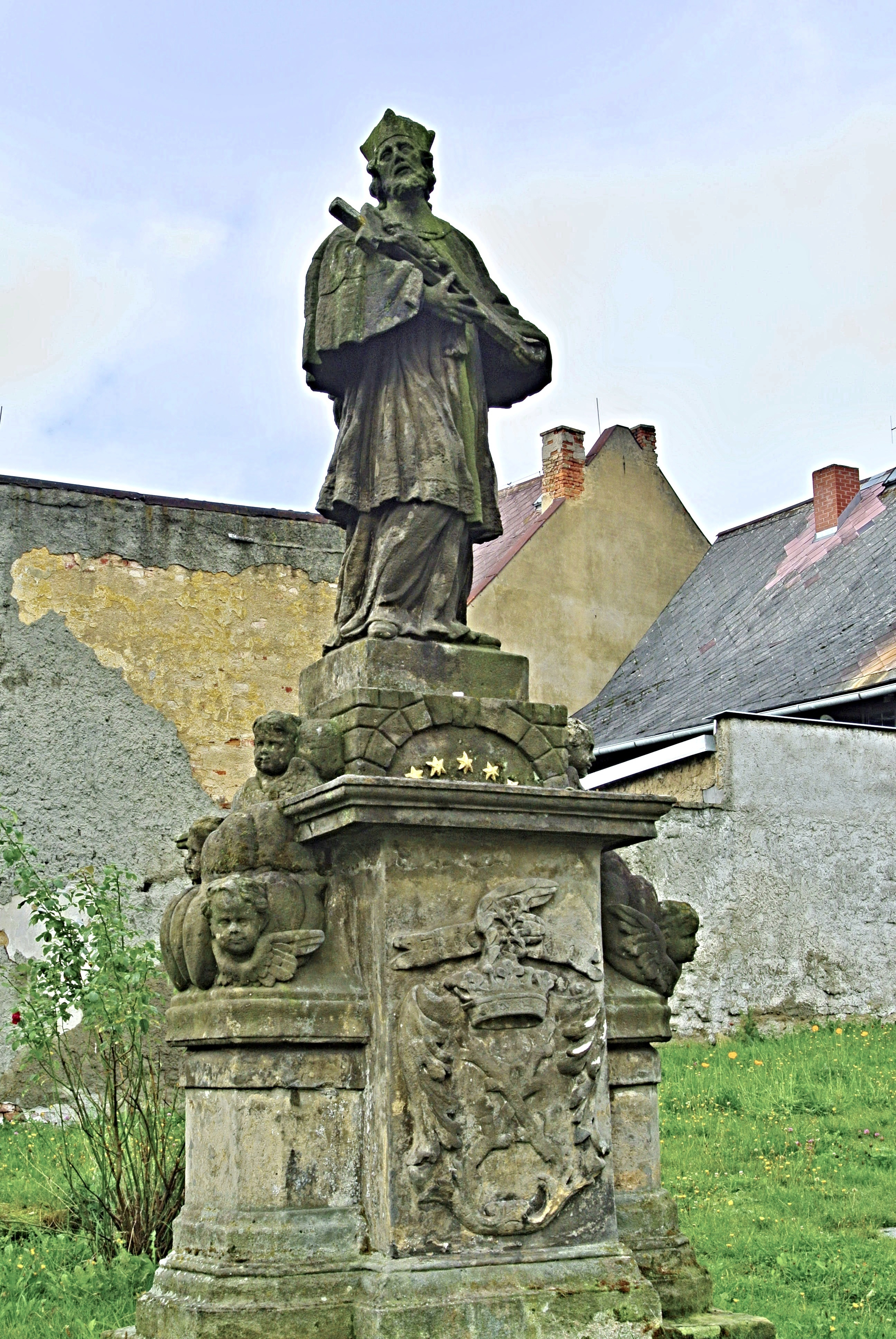
Socha svatého Jana Nepomuckého

Skulptura stojí blíže k sakrální stavbě. Vlastní socha je osazena na hranolový podstavec, jenž na dvou protilehlých bočních stranách rozšiřují hranoly menších rozměrů, které mají navíc okosené rohy. Tyto dva menší hranoly vytvářejí podstavce, jež nesou jak oblaka, tak trojici hlavičky andělů. Centrální část středního podstavce obsahuje rozlehlý znak rodu Berků z Dubé, nad nímž se nachází korunka, klenot a páska s nápisem z iniciál „FRBC KNCB“. Na opačné, zadní straně středního hranolu se nachází vpadlé orámování, nad nímž je vyražena datace „1709“.
Podstavcová část je nahoře zakončena profilovanou římsou, na níž je osazen nástavec představující mostní oblouk. Pod ním se nachází pět pozlacených svatojánských hvězd. Na symbolickém mostním oblouku stojí na nízkém čtvercovém soklu (plintu) světcova socha. Postava má volnou pravou nohu a jeho hlava se naklání k pravému rameni, přičemž oběma rukama svírá krucifix. Sochař světce oděl do kanovnického roucha, které je jemně řaseno. Oděv obsahuje jak kleriku, tak také rochetu či almuci. Hlavu má zakrytu kvadrátkem.

### Socha svaté Zdislavy

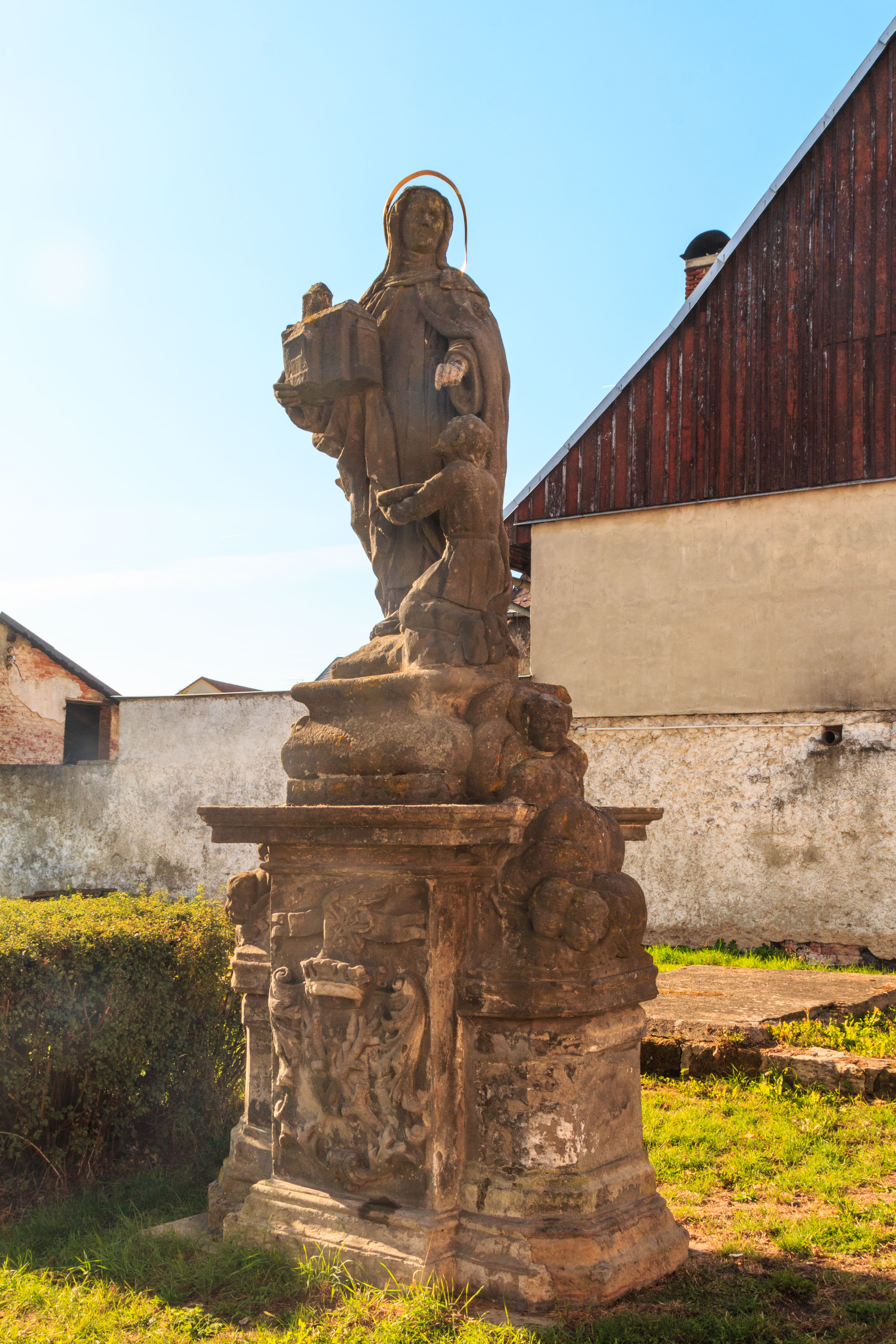
Socha svaté Zdislavy

Vysochaný objekt je osazen dále od baziliky, tedy blíže k silnici číslo II/270. Dolní část skulptury tvoří masivní hranol, jenž je na obou protilehlých bocích rozšířen o menší hranoly majícími okosené rohy. I ty, obdobně jako v případě sochy svatého Jana Nepomuckého, slouží coby samostatné podstavce nesoucí oblaka a andělské hlavičky. Z čelní strany je na centrální části podstavce vysochán rozměrný znak Berků z Dubé, který sice doplňuje korunka, klenot a páska, jež ovšem nenese žádný nápis. Vrchní část podstavce je zakončena profilovanou římsou, na níž je osazen rovněž profilovaný nástavec mající střední obloun a výžlabek. Na nástavci stojí vlastní socha světice. Oděna je do řádového oděvu terciářky se škapulířem a svrchním pláštěm přehozeným přes ramena. Kolem hlavy má kovovou pozlacenou svatozář. V pravé ruce drží ve výšce svého pasu velký model baziliky v Jablonném v Podještědí a levou rukou podává almužnu žebrákovi, který klečí u jejích nohou.